# Skaliszkiejmy
Skaliszkiejmy (deutsch Skallischkehmen, 1938 bis 1945 Großsteinau) ist ein Dorf in der polnischen Woiwodschaft Ermland-Masuren und gehört zur Landgemeinde Banie Mazurskie (Benkheim) im Powiat Gołdapski (Kreis Goldap).

## Geographische Lage
Skaliszkiejmy liegt im Nordosten der Woiwodschaft Ermland-Masuren, 12 Kilometer westlich der Kreisstadt Gołdap (Goldap) bzw. 14 Kilometer südlich der jetzt auf russischem Staatsgebiet gelegenen einstigen Kreishauptstadt Darkehmen (1938 bis 1946 Angerapp, russisch Osjorsk).

## Geschichte
Das um 1555 Stalkeimen, um 1565 Schaldkeim, um 1590 Skollischen, nach 1596 Schkalischkemey, nach 1603 Skallischkem und bis 1938 Skallischkehmen genannte kleine Dorf bestand vor 1945 aus mehreren kleinen Höfen und Gehöften. Am 6. Mai 1874 wurde es in den neu errichteten Amtsbezirk Abschermeningken (polnisch Obszarniki) eingegliedert, der – 1933 in „Amtsbezirk Almental“ umbenannt – zum Kreis Darkehmen im Regierungsbezirk Gumbinnen der preußischen Provinz Ostpreußen gehörte. 
Am 24. Januar 1934 wurde die damalige Landgemeinde Skallischkehmen aus dem Amtsbezirk Almental in den Amtsbezirk Rogahlen (polnisch Rogale) umgegliedert. Dieser hieß ab 1939 „Amtsbezirk Gahlen“ und gehörte auch zum Kreis Darkehmen, der dann aber 1939 in „Landkreis Angerapp“ umbenannt wurde.
145 Einwohner verzeichnete Skallischkehmen im Jahre 1910. Ihre Zahl stieg bis 1925 auf 165, belief sich 1933 auf 148 und betrug 1939 noch 127. Am 3. Juni – amtlich bestätigt am 16. Juli – des Jahres 1938 erhielt Skallischkehmen aus politisch-ideologischen Gründen der Vermeidung fremdländisch klingender Ortsnamen die Umbenennung in „Großsteinau“.
In Kriegsfolge kam der Ort 1945 mit dem gesamten südlichen Ostpreußen zu Polen und trägt seither die polnische Namensform „Skaliszkiejmy“. Heute ist der Ort Sitz eines Schulzenamtes (polnisch Sołectwo) und eine Ortschaft im Verbund der Landgemeinde Banie Mazurskie im Powiat Gołdapski, vor 1998 der Woiwodschaft Suwałki, seitdem der Woiwodschaft Ermland-Masuren zugehörig.

## Kirche
Vor 1945 war Skallischkehmen resp. Großsteinau der evangelischen Kirche in Kleszowen (1936 bis 1938 Kleschowen, 1938 bis 1946 Kleschauen, russisch Kutusowo) im Kirchenkreis Darkehmen/Angerapp in der Kirchenprovinz Ostpreußen der Kirche der Altpreußischen Union bzw. in die katholische Pfarrei Goldap (polnisch Gołdap) im Dekanat Masuren II (Sitz: Johannisburg, polnisch Pisz) im Bistum Ermland eingepfarrt.
Heute gehört Skaliszkiejmy zur katholischen Pfarrei Żabin (Klein Szabienen/Schabienen, 1938 bis 1945 Kleinlautersee) innerhalb des Dekanats Gołdap im Bistum Ełk (Lyck) der Römisch-katholischen Kirche in Polen. Die evangelischen Kirchenglieder orientieren sich nach Gołdap, der Filialkirche zu Suwałki in der Diözese Masuren der Evangelisch-Augsburgischen Kirche in Polen.

## Verkehr
Skaliszkiejmy liegt ein wenig abseits vom Verkehrsgeschehen an einer nicht sehr bedeutenden Nebenstraße, die von Obszarniki (Abschermeningken, 1938 bis 1945 Almental) – unmittelbar an der polnisch-russischen Staatsgrenze gelegen – über Maciejowa Wola (Matzwolla, 1938 bis 1945 Balschdorf) nach Klewiny (Klewienen, 1938 bis 1945 Tannenwinkel) führt. Eine Bahnanbindung existiert nicht.